# 杨广立
杨广立（1918年—1997年），字泽普，男，山东滕县人，中华人民共和国政治人物，曾任南京市革命委员会主任。

## 生平
杨广立1918年生于山东省滕县。1936年加入中国共产党。1938年1月，其参加了抗日义勇总队第2大队，曾任指导员。1939年秋抗日义勇总队第2大队改编为115师苏鲁支队，杨广立又任苏鲁支队2营政治教导员，后又任多职。1945年8月任山东野战军第3师24团政治处主任。第二次国共内战开始后任团政委。1949年后又曾任22军政治部主任、副政委，60军政委等多职。
1969年8月任南京军区政治部副主任。1968年3月到1970年12月任南京市革委会主任，1970年至1975年任中共江苏省委副书记，1975年至1977年任书记。1984年9月离休，1997年去世。
其曾获二级独立自由勋章、二级解放勋章和一级红星功勋荣誉章。